# Alisma canaliculatum
Espèce
Alisma canaliculatum (plantain d'eau canaliculé) est une espèce de plantes monocotylédones de la famille des Alismataceae, originaire d'Asie orientale.
C'est une plante herbacée vivace aquatique qui est souvent une mauvaise herbe des cultures. C'est notamment l'une des principales adventices des rizières au Japon.

## Description
Alisma canaliculatum est une plante aquatique herbacée, pouvant atteindre 80 cm de haut, vivace par ses racines tubérisées de 1 à 3 cm de diamètre. 
Les feuilles aériennes, au long pétiole de 9 à 30 cm de long, ont un limbe légèrement falciforme, lancéolé, de 6 à 45 cm de long sur 1 à 5 cm de long, comptant de 3 à 5 nervures.
Le limbe est cunéiforme à la base ou s'atténue progressivement vers le pétiole, et acuminé à l'apex.
Les fleurs, à corolle blanche, sont groupées en panicules de 35 à 65 cm de long, composées de 3 à 6 verticilles.
Les fruits sont des akènes obovoïdes de 2,5 mm environ de long, montrant un canalicule sur le dos. 
Floraison et fructification s'échelonnent de mai à octobre.

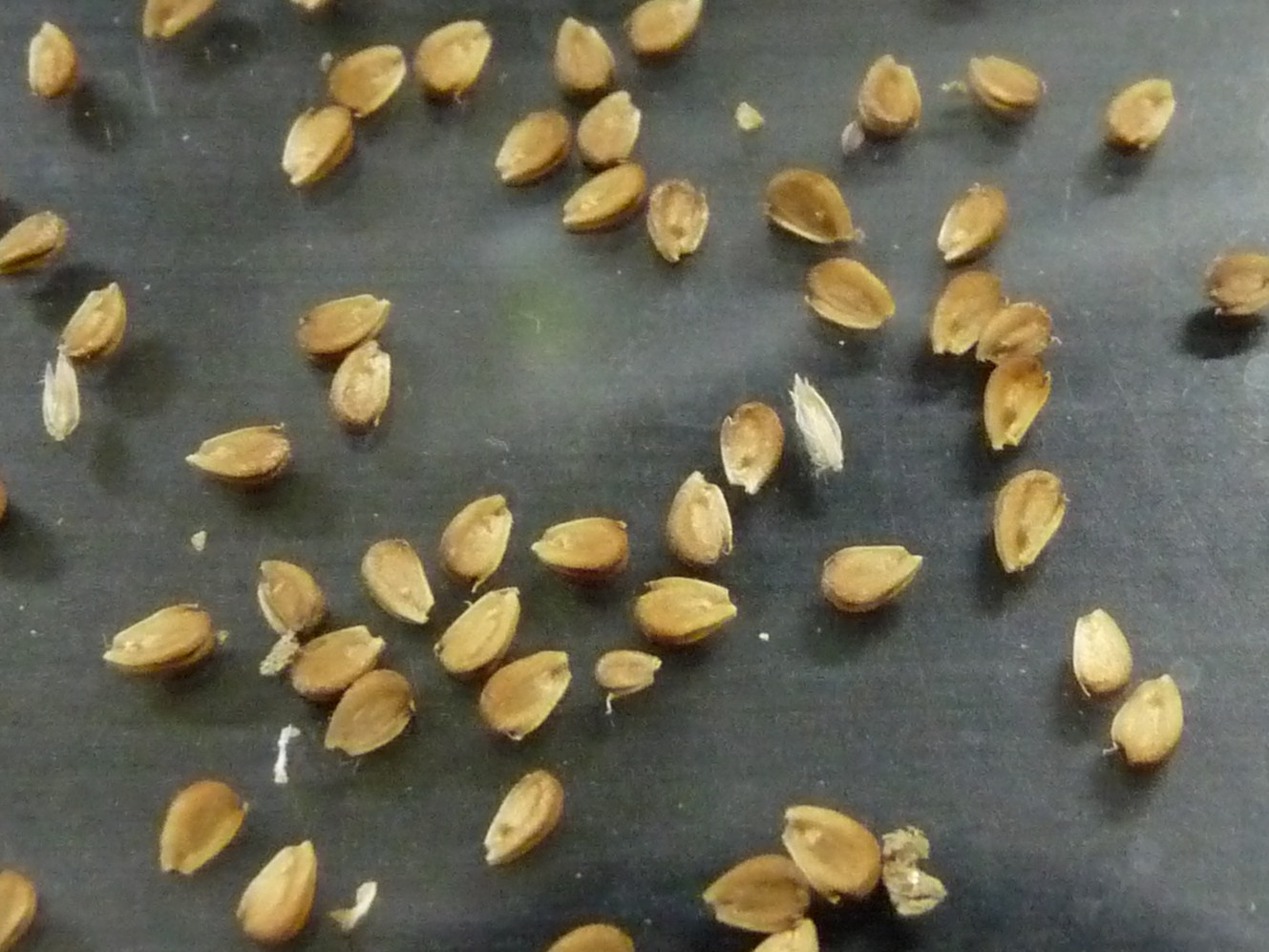
Akènes.
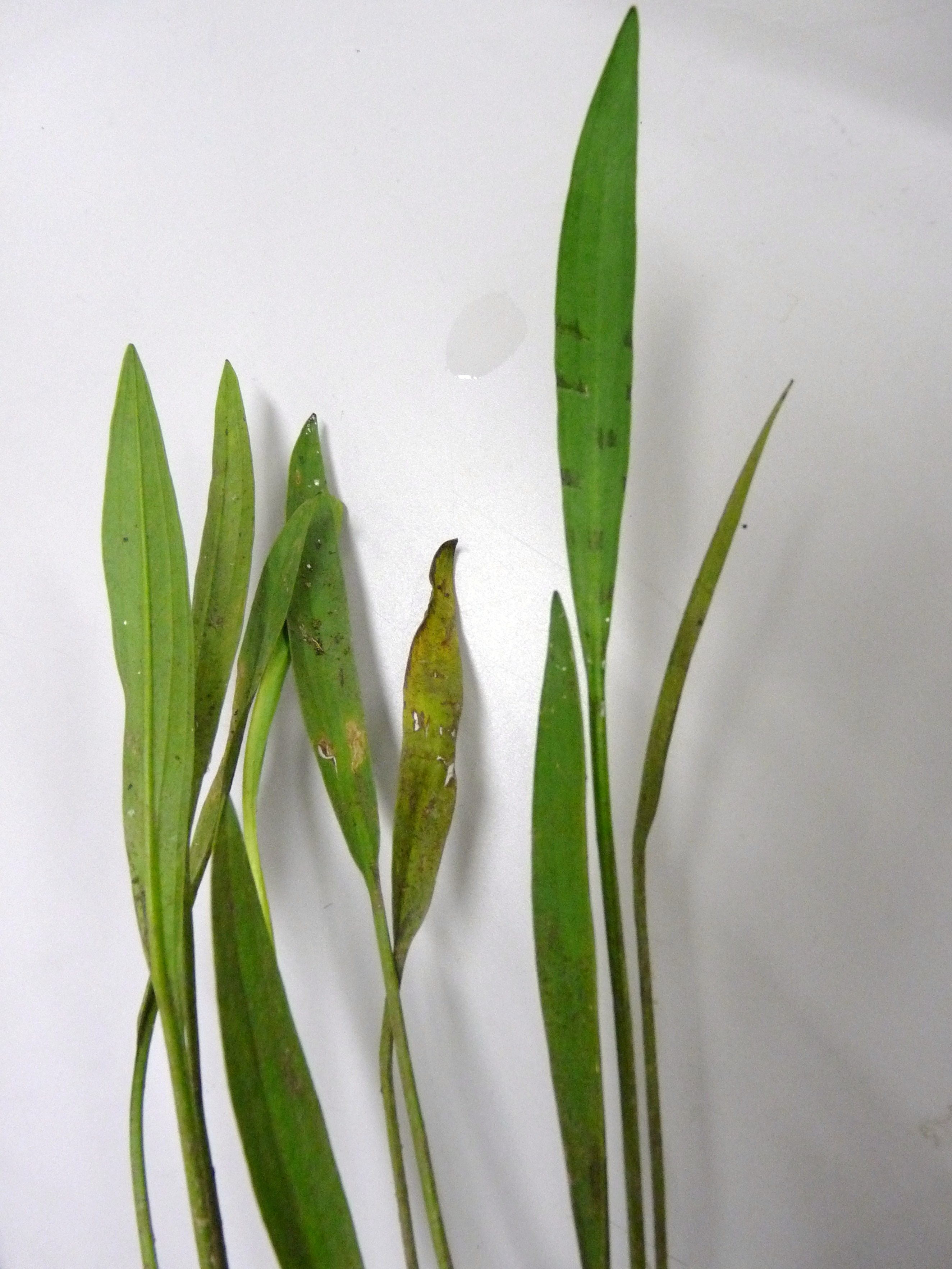
Feuilles.
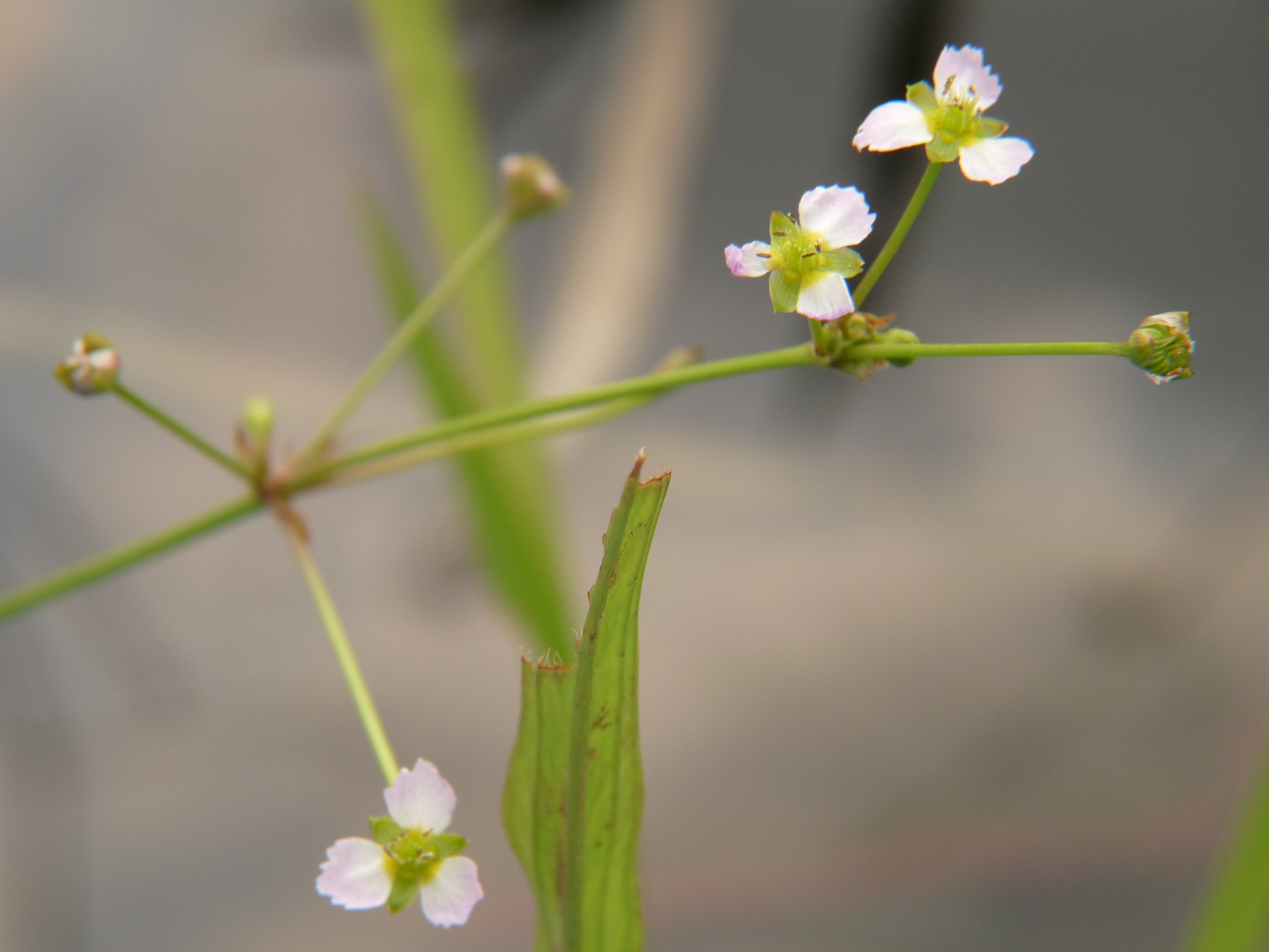
Fleurs.

## Distribution et habitat
L'aire de répartition d'Alisma canaliculatum comprend la Chine (provinces d'Anhui, Fujian, Guizhou, Henan, Hubei, Hunan, Jiangsu, Jiangxi, Shandong, Sichuan,  Zhejiang), Taïwan, le Japon et la Corée, ainsi que les îles Kouriles (Extrême-Orient russe). 
Cette plante aquatique se rencontre sur les rives des lacs, des étangs, des marais et des cours d'eau.

## Taxinomie

### Noms vernaculaires
Cette espèce s'appelle zhai ye ze xie, 窄叶泽泻, en chinois et hera-omodaka, ヘラオモダカ, en japonais.

### Synonymes
Selon Catalogue of Life (16 mai 2016) :  	
- Alisma canaliculatum var. azuminoense Kadono & Hamashima,
- Alisma canaliculatum var. harimense Makino,
- Alisma plantago-aquatica var. canaliculatum (A.Braun & C.D.Bouché) Miyabe & Kudo,
- Alisma rariflorum Sam.

### Liste des variétés
Selon Tropicos (18 mai 2016) (Attention liste brute contenant possiblement des synonymes) :
- variété Alisma canaliculatum var. azuminoense Kadono & Hamashima
- variété Alisma canaliculatum var. harimense Makino

## Propriétés
Alisma canaliculatum est une plante couramment utilisée dans la médecine coréenne traditionnelle.
Des études scientifiques ont montré qu'elle avait des propriétés antitumorales et diurétiques hépatoprotectrices, ainsi que des effets antibactériens.
Une étude coréenne récente (2014) a montré qu'une substance extraite des rhizomes desséchés d'Alisma canaliculatum, l'acétate d'alisol A 24, avait un pouvoir d'inhibition de la différenciation des ostéoclastes et du processus de résorption des os conduisant à l'ostéoporose.

## Mauvaise herbe
Une population d'Alisma canaliculatum a été signalée en 2007 au Japon comme étant résistante à deux herbicides, le bensulfuron-méthyl et le pyrazosulfuron-éthyl, appartenant au groupe B (inhibiteurs de l'ALS) de la classification HRAC des herbicides.

## Ennemis naturels
Une espèce de champignons phytopathogènes, Rhynchosporium alismatis (syn. : Plectosporium alismatis), a provoqué expérimentalement une réduction significative de différents paramètres de croissance, ainsi qu'une forte mortalité des semis, de plusieurs espèces de mauvaises herbes, dont Alisma canaliculatum, inoculées à l'aide de conidies. Ces résultats laissent espérer une utilisation potentielle de ce champignon comme mycoherbicide dans les cultures de riz tempérées.